# Pelágia
A Pelágia a Pelágiusz férfinév női párja.

## Gyakorisága
Az 1990-es években szórványos név, a 2000-es években nem szerepel a 100 leggyakoribb női név között.

## Névnapok
- június 9.[2]
- augusztus 28.[2]
- október 8.[2]

## Híres Pelágiák
- Antiochiai Szent Pelágia ókeresztény remetenő
- Pellagia Papamichail görög válogatott kosárlabdázó